# Kaukasusotter

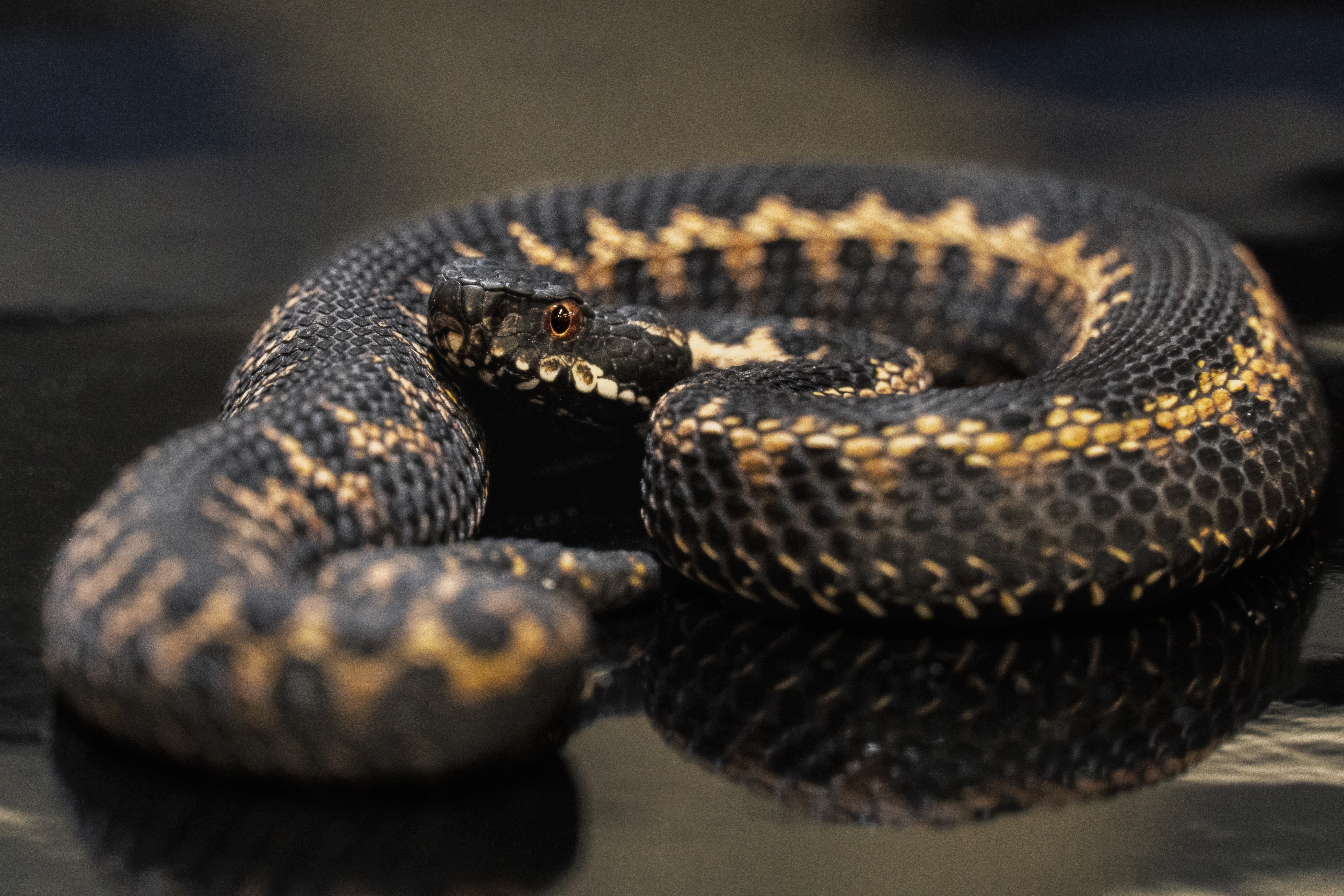
Männliche Vipera kaznakovi / Hopa Lokalität

Die Kaukasusotter (Vipera kaznakovi) ist eine Art der Echten Ottern (Vipera) innerhalb der Vipern (Viperidae). Ihre Verbreitung ist auf den westlichen Kaukasus bis zum Schwarzen Meer und Nordostanatolien beschränkt und schließt sich an das Verbreitungsgebiet der Westlichen Kaukasusotter (V. dinniki) an. Der wissenschaftliche Name ehrt den russischen Zoologen Alexander N. Kaznakov (1872–1933).

## Merkmale
Die Kaukasusotter erreicht eine durchschnittliche Länge von etwa 50 cm, wobei die Weibchen größer werden als die Männchen und in Einzelfällen bis zu 75 cm erreichen. Die Grundfarbe ist hellgelb, beige bis ziegelrot oder graubraun bis dunkelgrau mit einer Rückenzeichnung aus einem breiten dunklen und scharf abgegrenzten Zickzack- oder Rautenband, das zu einem breiten Streifen mit leichten Ausbuchtungen verschmelzen und fast die gesamte Körperfläche einnehmen kann. Die Körperseiten besitzen große ovale und dunkle Flecken. Gelegentlich kommen vollkommen schwarz gefärbte, so genannte melanistische Individuen, vor. Die Oberseite des Kopfes ist dunkel mit kleinen hellen Flecken, im Nacken kommt eine V-förmige Zeichnung vor und über die Augen zieht sich ein dunkles Schläfenband.
Der Kopf ist deutlich vom Rest des Körpers abgesetzt. Die Augen besitzen vertikale Pupillen. Auf der Kopfoberseite sind der Stirnschild, die Parietalia und die Überaugenschilde groß ausgebildet, können aber auch geteilt sein. Die übrigen Schilde sind in kleine Einzelschuppen aufgelöst. Der Überaugenschild bildet zum Rostrale eine scharfe Kante, das Nasenloch befindet sich inmitten des Nasale. Unterhalb der Augen befindet sich eine Reihe von Unteraugenschilden (Subocularia), darunter liegen 9 Oberlippenschilde (Supralabialia). Die Körperschuppen sind gekielt. Um die Körpermitte liegen meistens 21 bis 23 Schuppenreihen. Die Unterschwanzschilde (Subcaudalia) sind wie bei allen Arten der Gattung geteilt.

## Verbreitung und Lebensraum
Die Kaukasusotter ist nur im westlichen Kaukasus bis zum Schwarzen Meer und Nordostanatolien zu finden. Als Lebensraum bevorzugen die Tiere dicht bewachsene und feuchte Waldgebiete und unterholzreiche Bergwälder, außerdem kommen sie auf Almwiesen und in landwirtschaftlich genutzten Flächen vor. Dabei können Höhenlagen bis 2.000 Meter erreicht werden.

## Lebensweise

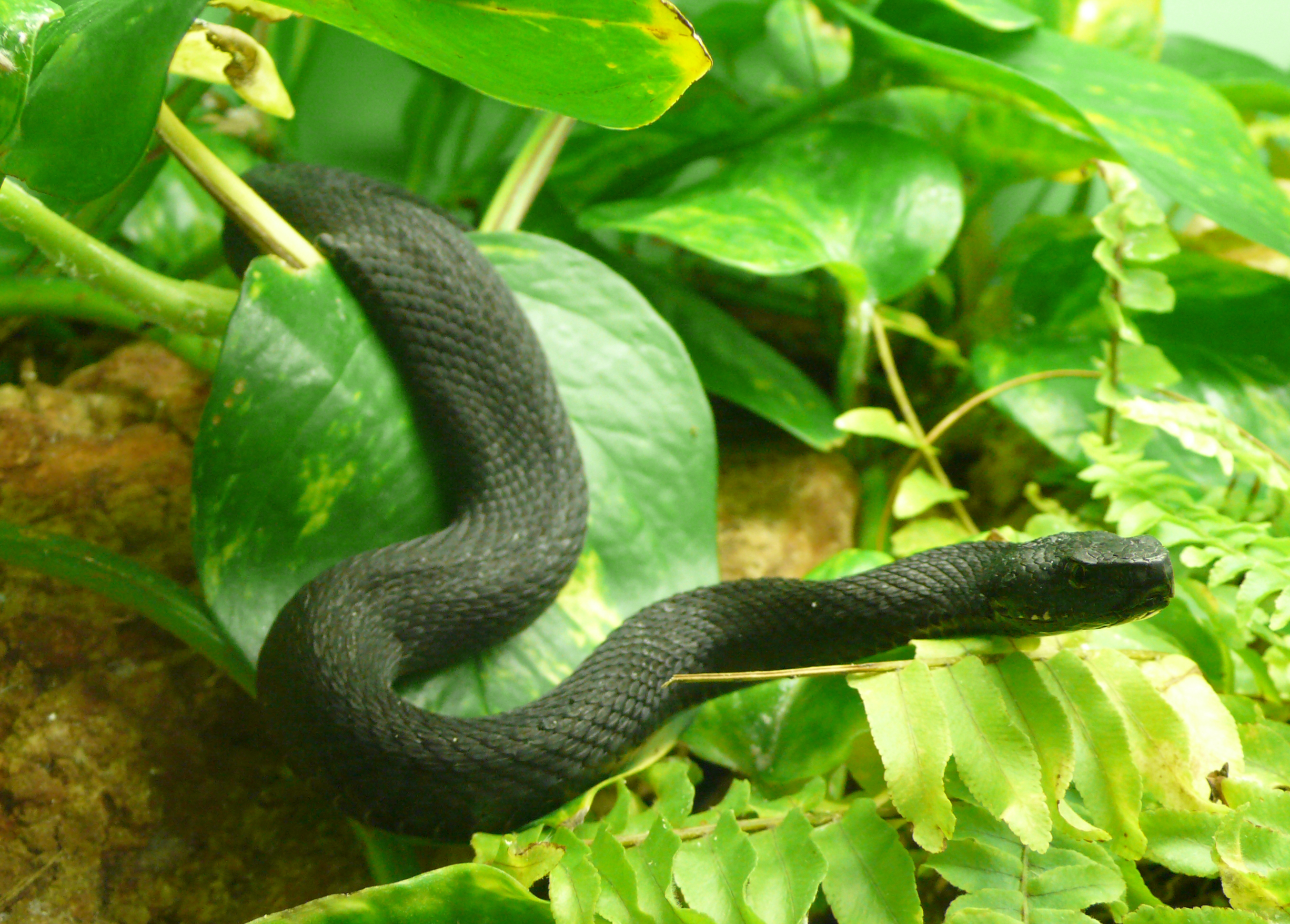
Kaukasusotter

Die Kaukasusotter ist tagaktiv. Sie ist sehr scheu und versteckt sich in der Regel. Sie sonnt sich in niedrigen Sträuchern und verschwindet bei Störungen. Die Winterruhe ist bei dieser Art nur kurz. Sie ernährt sich vor allem von Kleinsäugern wie Mäusen und Ratten sowie von Eidechsen und jungen Vögeln, die sie durch einen Giftbiss tötet. Jungschlangen ernähren sich von Heuschrecken und jungen Eidechsen.
Die Schlange ist lebendgebärend (ovivivipar).

## Schlangengift
Das Gift der Kaukasusotter ist wie das aller Vipera-Arten hämotoxisch, eine ärztliche Behandlung mit einem adäquaten Antivenin ist notwendig.